# Hivatalos személy (amerikai futball)

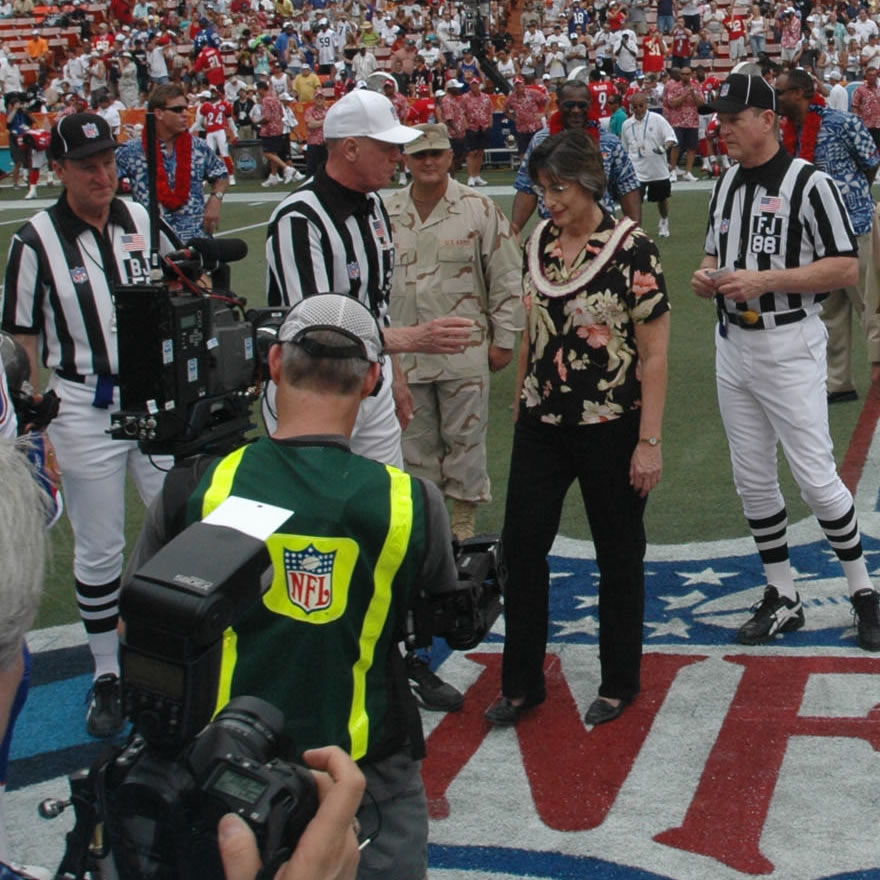
NFL bírók (csíkos felsőben) és vendégek a 40. Pro Bowl előtti pénzfeldobáskor

Az amerikai futballban hivatalos személyeknek (bíróknak) nevezzük azokat, akik a mérkőzés szabályos lebonyolításáért felelősek. Tradicionálisan fekete-fehér csíkos inget viselnek, fehér nadrágot fekete övvel és fekete cipővel.
A profi futballban és a College Football-ban hét bíró felügyel a pályán történő játék szabályosságára.
Az amerikai futball bíróit egységesen referee-nek hívják, de az eltérő feladataik miatt megkülönböztetjük őket Referee, Head Linesman, Line Judge, Umpire, Back Judge, Side Judge és Field Judge-nak. Mivel a mérkőzés szabályosságáért személyesen a referee a felelős, ezért őt "főbírónak" is szokás nevezni.

## Felszerelés
- SípA play végét jelzik vele.
StopperóraAmennyiben időmérési feladat is hárul a bírókra, úgy stopperórát (általában digitális stopperórát) tartanak maguknál, amivel mérhetik a játékidőt, a playek hosszát, az időkéréseket és a negyedek közti szünetet.
Próbálkozás jelző (Down Indicator)A Down Indicator egy speciálisan kialakított csuklókötő, amely egy elasztikus hurokkal van ellátva. A bíró a megfelelő ujját dugja át a hurkon, ezzel mindig tudja, épp hányadik próbálkozás történik a pályán. A mutatóujj az első, a középső ujj a második, a gyűrűs a harmadik és így tovább. Néhány bíró (Umpire) egy második csuklókötőt is használnak, amellyel a labda játékba kerülési helyét jelölik meg aszerint, hogy a labda a hash-marktól mely irányban található. Ez azért fontos, hogy egy incomplete pass esetén a labdát újra a kiindulási pontra tudja helyezni.
Jegyzettömb és tollA bírók minden fontosabb eseményt – mint a pénzfeldobás (coin toss) eredményét, az időkéréseket és a szabálytalanságokat a saját jegyzettömbjükbe írják. A jegyzettömb papírból, vagy lemosható műanyagból készül, míg a toll egy speciális gömb formájú kupakkal van ellátva, hogy megakadályozza a bírót a sérüléstől.
SapkaHa egy játékos labda nélkül elhagyja a pályát, a bíró a pályaelhagyás helyét a sapkájával jelöli meg. A sapkát használják akkor is, ha egyszerre nem csak egy szabálytalanságot észlel a pályán, és a zászlót eldobva csak a sapkájával tudja a szabálytalanságot jelezni (egy bíró általában csak egy zászlót tart magánál), ha a bíróval szemben szabálytalankodnak, vagy ha a helyzet megkívánja a hangsúlyosabb jelzést a bíró részéről. Egyes bajnokságokon a sapka használatát a babzsákkal helyettesítik.
Sárga zászlóA pályára dobott sárga zászló jelzi, ha szabálytalanságot észlelt. A zászló nem más, mint egy kis homok- vagy babzsák sárga anyaggal bevonva. Amint a bíró szabálytalanságot észlel, a zászlót a szabálytalanság irányába és lehetőleg a szabálytalanság megtörténtének helyére dobja. A bírók esetenként – többszörös szabálytalanságok esetére – egy második zászlót is tartanak maguknál.
BabzsákA nem szabálytalanságból származó pontokat jelölhetik vele a pályán. Ilyen például a fumble, vagy a punt helye. Általában fehér, vagy kék színű.

## Pozíciók és feladatok
Az NFL-ben és a College Football-ban általában hét hivatalos személy bíráskodik, de minimálisan ötnek mindig a pályán kell lennie.

### Referee
A referee (R), más néven vezetőbíró. Ő a döntéshozó minden szituációban. A többi bíró, csak segíti és kiegészíti a munkáját. A pályán a snapnél az irányító mögött körülbelül 10-12 yardra, a pálya közepétől kicsit jobbra (ha az irányító jobb kezes) helyezkedik. Könnyen megkülönböztethető a többi bírától, mivel fehér sapkát visel (a többi bíró feketét).
Feladatai:
- Büntetések bemondása.
- Törölheti a büntetéseket.
- Megindokolja döntését a büntetett csapat kapitányának.
- Elmagyarázza a büntetett csapat vezetőedzőjének, hogy milyen szabálytalanság elkövetéséért és melyik játékosa miatt kapott büntetést a csapata.
- Figyeli, az irányítót és közvetlen környezetét, hogy követnek e el szabálytalanságot. Miután az irányító megválik a labdától, figyelmét a hátsó területek felé fordítja. A futót figyeli és a mögötte történő kontaktusokat.
- Ellenőrzi a snap szabályosságát.
- Figyeli az offensive backek szabályos mozgását a play megkezdése előtt (motion).
- Figyeli a szabálytalan blokkokat az irányító közelében.
- Eldönti, hogy szükséges-e behozni a yardtávolságot lemérő rudakat, és lemérni a labda helyét.
- Ha szükséges meghatározza a labda végső pozícióját.
- Bemondja a negyedek végét, az időkérést, szabálytalanságokat, és a two minute warningot.
- Rúgó szituációkban az ő feladata a rúgó figyelemmel kísérése.

### Umpire
Az umpire (U) figyeli a falemberek szabályos mozgását, a védekező csapat jelzéseit, és azt, hogy a labda áthaladt-e a neutrális zónán. Nézi a "snap" szabályosságát, megszámolja a támadó játékosokat, és ő méri ki a büntetéseket. Ő helyezi mindig "készre" a labdát.
Az "umpire" általában a védők mögött, a LOS-tól 7 yardra helyezkedik.
Feladatai:
- Ellenőrzi a játékosok felszerelését.
- Ellenőrzi, hogy a támadó csapatban 11 embernél nincs e több a pályán.
- Figyeli, hogy nem történik e szabálytalanság a line of scrimage-en. Főként az offensive holdingra, a passzkísérlet esetén az illegális pályarészre (a scrimmage line előtt 2 yardnál nagyobb távolságra), valamint előrefutó támadó falemberekre figyel.
- Segíti a Főbíró döntését a labdabirtoklási kérdésekben (pl: incomplete pass, fumble).
- Figyel az esetleges false startra.
- Passzjátéknál figyeli, hogy nem történik-e szabálytalan blokkolás a receiverek környezetében.
- Rögzíti az időkéréseket.
- Rögzíti a szerzett pontokat.
- Rögzíti a pénzfeldobás nyertesét.
- Szárazra törli a labdát a playek között esős időben.

### Head Linesman
A linesman (H vagy HL) felelős a down-jelző és a kísérlet-jelző használatáért. Ő irányítja a chain crew-t. A kísérlet-jelző tábla jelöli a labda kiinduló helyzetét, a down-jelző két vége pedig az első támadás indulási helyét ill. a first-down helyét.
Általában az oldalvonal és a LOS kereszteződésében áll, a közvetítőállással / lelátóval szemben.
Feladatai:
- Figyel az esetleges offside-ra.
- Figyeli a saját oldalán, hogy a labdás játékos, illetve a labda, hol hagyja el a pályát.
- Felügyeli a chain crewt.
- Megállapítja a yard távolságot lemérő rudak pontos helyét, ő jelöli ki a kezdőpontot, ahonnan a 10 yardot számítják első próbálkozás esetén.
- Visszafogja azokat a játékosokat, akik a sípszó után is tovább támadnának.
- Szemmel tartja a receivereket a saját oldalán, míg el nem hagyják a scrimage linetól számított kb. 7 yardot.
- Figyel az intentional groundingra.
- Figyel a középső és a saját oldala felé történő futásokra.
- Figyel az illegal motion, illegal shifts, illegal use of hands, illegal men downfield szabálytalanságokra.

### Line Judge
A line judge (L vagy LJ) bíráskodik a neutrális zóna felett. Általában az oldalvonal és a LOS kereszteződésében áll, a Linesman-nel szemben.
Feladatai:
- Segíti a Fő vonalbíró döntését az illegal motion, illegal shifts esetekben.
- Segíti a Mezőnybíró döntését a pass interference és a holding esetekben.
- Jelzi a false startot a Főbírónak.
- Figyeli az receivereket a saját oldalán, míg el nem hagyják a scrimage linetól számított kb. 7 yardot.
- Figyeli, hogy az irányító passz előtt nem lépi e át a line of scrimaget.
- Jelzi az intentional groundingot.
- Kickoff-nál figyeli, hogy a rúgó csapatból senki nem hagyja e el a rúgó vonalát a rúgásig, és a rúgás után is figyeli a rúgó csapat játékosait.
- Figyeli a támadófal játékosait, hogy puntnál nem indulnak-e túl korán.
- Ellenőrzi az óra kezelését a mérkőzésen.
- Ellenőrzi a cseréket a saját oldalán.

### Field Judge
A field judge (F vagy FJ) felelőssége a jogosult „receiver”-ek, a passzok és a rúgások felügyelete a saját oldalán.
Számolja a védőket, figyeli a passzt.
Kb. 15 yard távolságra helyezkedik a védők oldalán az oldalvonalon, a tudósítóállások oldalán.
Feladatai:
- Figyeli az órát és jelzi, ha késve indítja el a játékot a támadó csapat (Delay of the game).
- Ellenőrzi, hogy a védekező csapatban 11 játékosnál nincs e több a pályán.
- Figyeli a védekező csapat End Zone-ját.
- Figyeli a receivereket a saját oldalán.
- Figyeli az elkapások szabályosságát és a pass interference büntetéseket a saját oldalán.
- Megjelöli azt a pontot, ahol a labda, vagy a labdás játékos elhagyta az oldalvonalat, a saját oldalán.
- Figyeli a közelében történő szabálytalan blokkokat, térd alatti ütközéseket, és a hátulról történő szabálytalan lökéseket.
- Figyel a holdingra a pálya felé eső részén.

### Side Judge
A side judge (S vagy SJ) felelőssége a jogosult „receiver”-ek, a passzok és a rúgások felügyelete a saját oldalán. Számolja a védőket, figyeli a passzt. Kb 15 yard távolságra helyezkedik a védők oldalán az oldalvonalon, a tudósítóállásokkal szemben.
Vagy ő, vagy a "back judge" kezeli a játékórát.
Feladatai:
- Ellenőrzi, hogy a védekező csapatban 11 játékosnál nincs e több a pályán.
- Figyeli a receivereket a saját oldalán.
- Megjelöli azt a pontot, ahol a labda, vagy a labdás játékos elhagyta az oldalvonalat, a saját oldalán.
- Figyeli a közelében történő szabálytalan blokkokat, térd alatti ütközéseket, és a hátulról történő szabálytalan lökéseket.
- Figyel a holdingra a pálya felé eső részén.
- Figyeli az elkapások szabályosságát és a pass interference büntetéseket.

### Back Judge
A back judge (B vagy BJ) a neutrális zóna előtt körülbelül 20-25 yardra helyezkedik a védők mögött. Az oldalirányú pozícióját az határozza meg, hogy a „field judge” és a „side judge” hogyan helyezkedik.
Ha nincs "back judge" akkor a "referee" méri a 25 mp-es időt.
Feladatai:
- Ellenőrzi, hogy a védekező csapatban 11 játékosnál nincs e több a pályán.
- Figyel a Tight Endre az általa elkövetett és a vele szemben elkövetett szabálytalan blokkokra.
- Figyel a holdingra a saját oldalán.
- Figyeli a receivereket a saját oldalán.
- Figyeli a Mezőnybíró és a Hátsó segéd-vonalbíró közötti területet.
- Figyeli az elkapások szabályosságát és a pass interference büntetéseket.
- Visszafutásoknál figyel a szabálytalan blokkokra, lökésekre, térd alatti ütközésekre.
- Field Goalnál (a Hátsó segéd-vonalbíróval közösen) a villa alatt áll és ellenőrzi, hogy érvényes e a rúgási kísérlet.

## Bírói jelzések
Az itt szerelő sorszámozás megfelel a jobb oldali linken található képeken látható számozással
- 1. Labda kész a játékra
- 2. Óra indul / óra folyamatosan megy
- 3. Időkérés
- 4. TV/Radio időkérés (Magyarországon nem használják)
- 5. Touchdown / Mezőnygól / Point(s) after touchdown
- 6. Safety
- 7. Halott labda / Touchback
- 8. First down
- 9. Kísérletvesztés
- 10. Sikertelen előrepassz / Büntetés törölve
- 11. Előrepassz / rúgás szabályos érintése
- 12. Véletlen sípszó
- 13. Zászló visszavonása
- 14. Negyed vége
- 15. Oldalvonal figyelmeztetés
- 16. Szabálytalan érintés
- 17. Elkaphatatlan labda
- 18. Offside
- 19. False start / Illegális formáció / Encroachment
- 20. Illegális váltás – 2 kézzel / Illegális motion – 1 kézzel
- 21. 25 mp túllépése
- 22. Szabálytalan csere
- 23. Hiányos védőfelszerelés
- 24. Illegális sisakhasználat
- 27. Sportszerűtlen viselkedés
- 28. Illegális résztvevő
- 29. Oldalvonal zavarás
- 30. Rúgó / holder bántalmazása
- 31. Szabálytalan fejelés / rúgás
- 32. Szabálytalan "fair catch" jelzés
- 33. Pass interference / Kick catching interference
- 34. Passzoló bántalmazása
- 35. Szabálytalan passz / előre átadás
- 36. Intentional grounding (Szándékos labdaeldobás sack elkerülésére)
- 37. Ineligible downfield on pass (falember előremozgása passznál)
- 38. Személyi hiba
- 39. Clipping (szabálytalan mélyblokk)
- 40. Blocking below waist / Illegal block (szabálytalan blokk)
- 41. Chop block
- 42. Holding / Illegal use of hands/arms (Visszahúzás, szabálytalan kézhasználat)
- 43. Interlocked blocking / Illegal block in the back (NCAA)
- 44. Futó segítése
- 45. Face mask (Sisakrács rántás)
- 46. Gáncsolás
- 47. Player disqualification (Játékos kiállítása)